# Karl von Loßberg
Karl Wilhelm Jeremias von Loßberg (* 14. März 1804 in Hersfeld; † 25. Juni 1885 in Kassel) war Generalleutnant in der Hessen-kasselschen Armee.

## Leben
Karl von Loßberg war der Sohn des kurhessischen Majors Johann Karl Jeremias von Loßberg (1759–1804) und dessen Ehefrau Henriette von Kospoth (1766–1839, Tochter des Generalleutnants Heinrich Julius von Kospoth) und wuchs mit seinen Geschwistern
Dorothea (1796–1803), Julius (1797–1812, gefallen als Lieutenant bei Smolensk), Christiane (1798–1884, ⚭ Carl Wilhelm Friedrich August Freiherr von Münchhausen), Heinrich (1800–1886, Landrat) und Bernhard (1802–1869, Generalleutnant) auf.
Karl von Loßberg entschied sich nach seiner Schulausbildung – wie viele aus der Familie Loßberg – für eine Laufbahn beim Militär. So trat er 1821 in das kurhessische Cadetten-Corps ein und wurde 1828 Lieutenant im Leibgarde-Regiment (Hessen-Kassel)
und 1834 Premier-Lieutenant und Brigadeadjutant. Er wurde Kapitän und Adjutant der Infanterie-Division.
1846 erhielt er die Ernennung zum Generaladjutanten des Kurfürsten. In dieser Funktion war er Vortragender Rat im Geheimen Cabinet für Militärangelegenheiten.
Zur Unterscheidung von seinem Bruder  Bernhard wurde Karl „der schwarze Loßberg“ genannt.
1851 war er Generalmajor und General-Adjutant und 1856 „Commandeur der 1. Infanterie-Brigade“. 1863 wurde er von Hanau nach Fulda zwangsversetzt. Grund für diese Maßnahme war die Liebe seiner Tochter Anna zu dem Prinzen Moritz.
Am 19. Juni 1866 erhielt von Loßberg vom Kurfürsten per Kabinettsordre „bis aus weiteres“ den Oberbefehl über die hessischen Truppen und hielt seine Einheiten aus dem Kampfgeschehen heraus.

## Familie
Am 18. Oktober 1828 heiratete er in Kassel Marianne von Wangenheim (1806–1885), mit der er die Töchter Anna (1829–1876, ⚭ 15. April 1875 Moritz von Hanau-Hořovice), Louise (1837–1880) und Cornelie (* 1833, ⚭ Karl Schmitt, kurhessischer Rat) hatte.